# Слащево (Пермский край)
Слащево — хутор в Сивинском муниципальном округе Пермского края России.

## История
До марта 2020 года входил в состав ныне упразднённого Сивинского сельского поселения Сивинского района.

## География
Хутор находится в западной части края, в пределах восточной части Верхнекамской возвышенности, на левом берегу реки Тыки, вблизи места впадения её в реку Обву, на расстоянии приблизительно 13 километров (по прямой) к северо-востоку от села Сивы, административного центра округа.
Климат
Климат характеризуется как умеренно континентальный, с продолжительной многоснежной холодной зимой и коротким умеренно тёплым летом. Средняя многолетняя температура самого холодного месяца (января) составляет −15,1 °С (абсолютный минимум — −50,5 °С), температура самого тёплого (июля) — 17,7 °С (абсолютный максимум — 34,5 °С). Среднегодовое количество осадков — 586 мм. Снежный покров держится в среднем около 180 дней в году.

## Население
| 2010 |
| ---- |
| 5    |

Половой состав
По данным Всероссийской переписи населения 2010 года в половой структуре населения мужчины составляли 60 %, женщины — соответственно 40 %.
Национальный состав
Согласно результатам переписи 2002 года, в национальной структуре населения русские составляли 100 % из 6 чел.